# Josefina Vázquez Mota
Josefina Eugenia Vázquez Mota (Città del Messico, 20 gennaio 1961) è una politica messicana.

## Biografia
Nata a Città del Messico nel 1961, ha sei fratelli. Il padre, Arnulfo Vázquez Cano, era originario di Teziutlán, mentre la madre, Josefina Mota, di Tlatlauquitepec. Studia all'Istituto politecnico nazionale e successivamente si laurea in economia presso l'Università Iberoamericana. Dopodiché diviene una giornalista.

### Carriera politica
Dopo aver conosciuto Felipe Calderón a metà degli anni '90, allora presidente del Partito Azione Nazionale, Josefina decide di entrare in politica all'interno del PAN. Nel 2000 si candida e viene eletta deputata federale, divenendo vicecoordinatrice della Commissione politica-economica. Tuttavia resta alla Camera per solo alcuni mesi perché nominata dal presidente messicano Vicente Fox titolare del segretariato dello sviluppo sociale (attuale segretariato del benessere), non potendo coprire contemporaneamente entrambi gli incarichi, diventando la prima donna a ricoprire tale carica. Rimane fino al 2006, dimettendosi al fine di partecipare alla campagna presideniale di Calderón in vista delle elezioni.
A seguito della vittoria del partito alle suddette elezioni, l'eletto presidente la nomina segretaria dell'istruzione pubblica, incarico che assume dal 1º dicembre seguente.
Nel 2009 viene eletta nuovamente alla Camera dei deputati, divenendo quindi parlamentare della sessantunesima legislatura. Durante questo mandato è nominata capogruppo alla Camera del PAN.
Nel 2013, nonostante l'iniziale intenzione affermativa, decide di non candidarsi come presidente del PAN, affermando poi che non avrebbe tenuto per nessun candidato.
Nel 2017 si candida invece alle elezioni come governatrice dello stato federato del Messico, risultando in quarta posizione. Alle elezioni del 2018 viene invece eletta senatrice.

#### Candidata alle elezioni presidenziali del 2012
A settembre 2011 esprime la sua intenzione di candidarsi per la presidenza alle elezioni del luglio 2012. Nel novembre seguente si registra ufficialmente candidata all'interno del partito, assieme a Santiago Creel e ad Ernesto Cordero.
Il 5 febbraio 2012, svoltesi le votazioni, risulta la candidata col maggior numero di preferenze, circa il 54%, divenendo quindi la candidata ufficiale per le elezioni luglio. Diventa inoltre la prima candidata donna del partito.
Il 1º luglio, giorno delle elezioni, risulta in terza posizione con circa il 26%, venendo sconfitta da Enrique Peña Nieto, candidato del PRI arrivato in testa, e da Andrés Manuel López Obrador, del PRD arrivato secondo.

## Vita privata
Si è sposata nel 1984 con Sergio Ocampo Muñoz col quale ha tre figlie.